# Jardin anglais (Genève)
Le Jardin anglais est un jardin public situé au bord du lac Léman à Genève (Suisse).
Situé sur une parcelle gagnée sur le lac dès 1854, en face de l'Hôtel Métropole, en lieu et place des anciennes fortifications, il est le premier parc genevois aménagé sur le modèle des jardins à l'anglaise.

## Histoire
Le site est d'abord occupé par le port au bois, peu esthétique, qui tient lieu de chantier aux entrepreneurs. C'est en 1854 que la ville de Genève vote un crédit pour aménager ce qui deviendra la promenade du Lac. Ce vote intervient dans le contexte de développement d'un nouveau quartier de luxe et plus particulièrement à la construction sur le Grand Quai de l'Hôtel Métropole par l'architecte Joseph Collart entre 1852 et 1854. Du reste, cet hôtel s'adjuge vite le Jardin anglais de la même façon que l'Hôtel des Bergues (construit en 1830-1834) avait fait de l'île Rousseau son jardin privé.
Le jardin public est obtenu par le comblement du port au Bois et se trouve entièrement conquis sur le lac selon le principe qu'on ne démolit pas les ouvrages d'art en eau mais qu'on comble les vides. Profitant de la construction du pont du Mont-Blanc en 1862, le Jardin anglais est remodelé et agrandi pour prendre son aspect définitif.
En 1870-1871, le Jardin est à nouveau étendu à l'occasion du prolongement du quai des Eaux-Vives (futur quai Gustave-Ador).

## Aménagement
En 1857, une fontaine achetée à Paris  est installée dans le jardin mais, jugée trop petite, elle est déplacée au jardin des Alpes et remplacée par l'actuelle fontaine monumentale en fonte datant de 1862 et acquise à la grande fonderie d'art du Val d'Osne. Les allées sinueuses rayonnent depuis celle-ci à travers les arbres et les bosquets.
À la périphérie occidentale du jardin se trouvent le Monument national inauguré le 7 septembre 1869, commémorant le rattachement de Genève à la Confédération suisse en 1814, et la célèbre horloge fleurie, symbole de l'importance de Genève dans l'horlogerie suisse (4 mètres de diamètre), créée en 1955 par les jardiniers de la ville à l'initiative de l'Association des intérêts de Genève.
On y trouve également un bâtiment classé à l'inventaire et abritant aujourd'hui le restaurant de la Potinière ainsi qu'un square à musique accueillant de nombreux concerts en été. Parmi les éléments décoratifs du jardin figurent un pavillon de style romantique, une fontaine dans une rocaille ainsi que les bustes d'Alexandre Calame, François Diday et Rodo de Niederhausen.

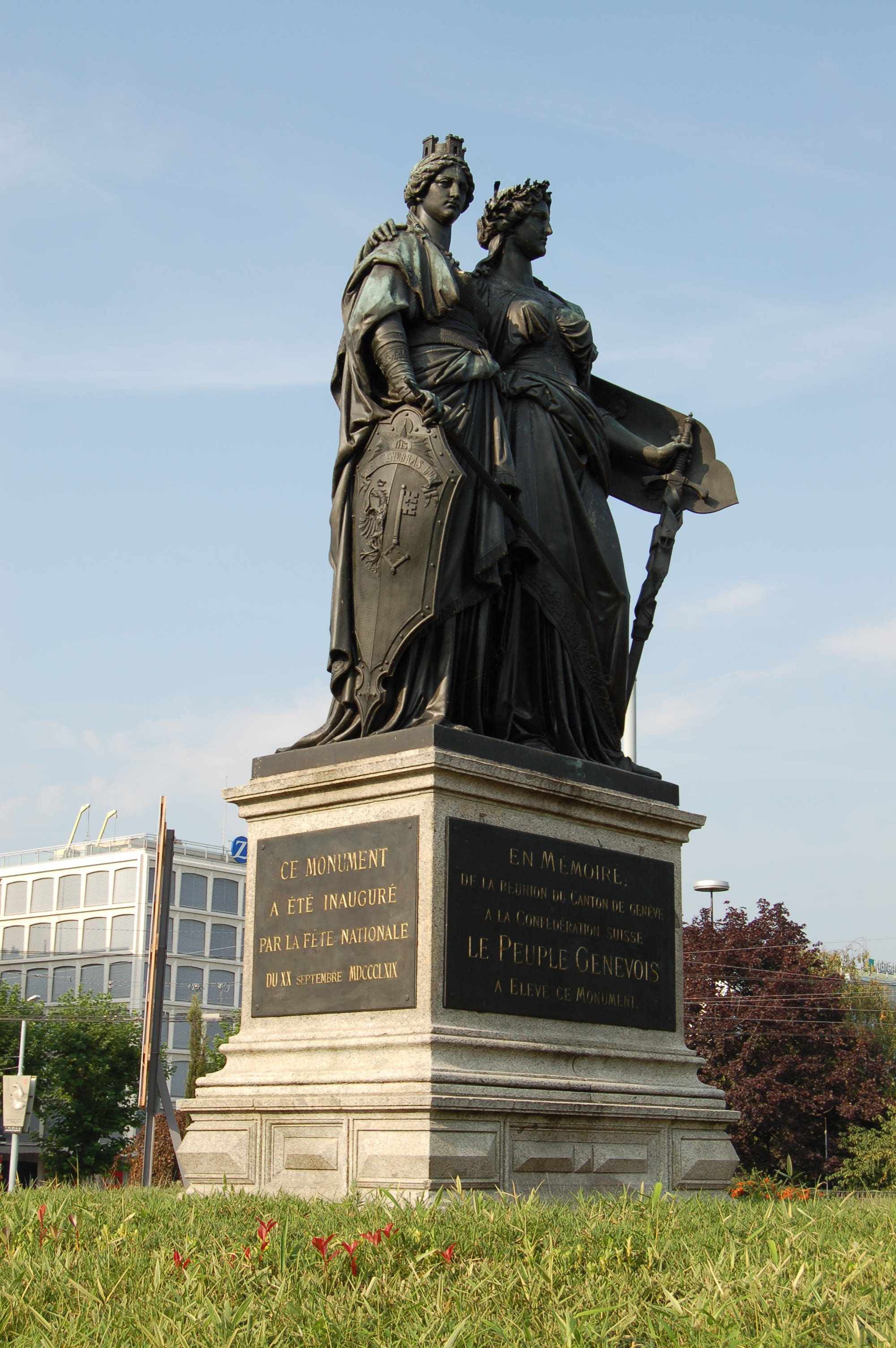
Monument national
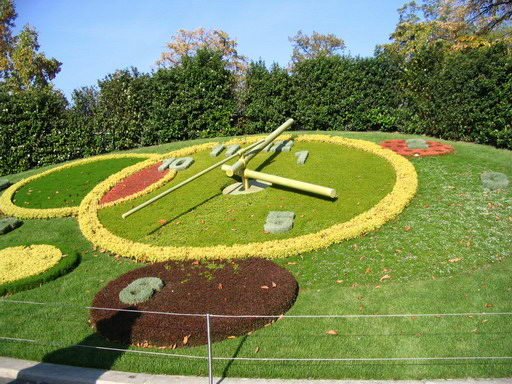
Horloge fleurie
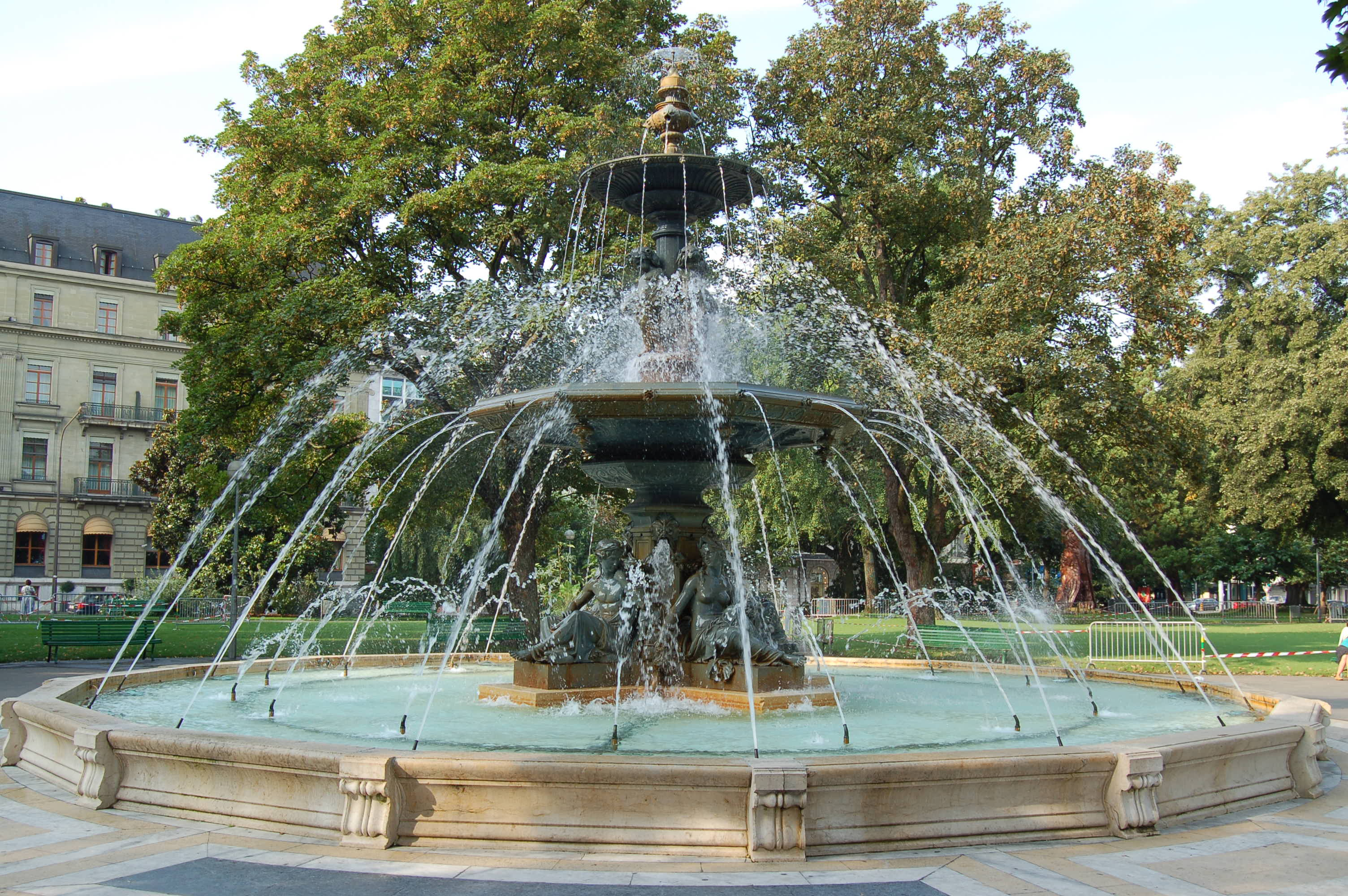
Fontaine des Quatre-Saisons
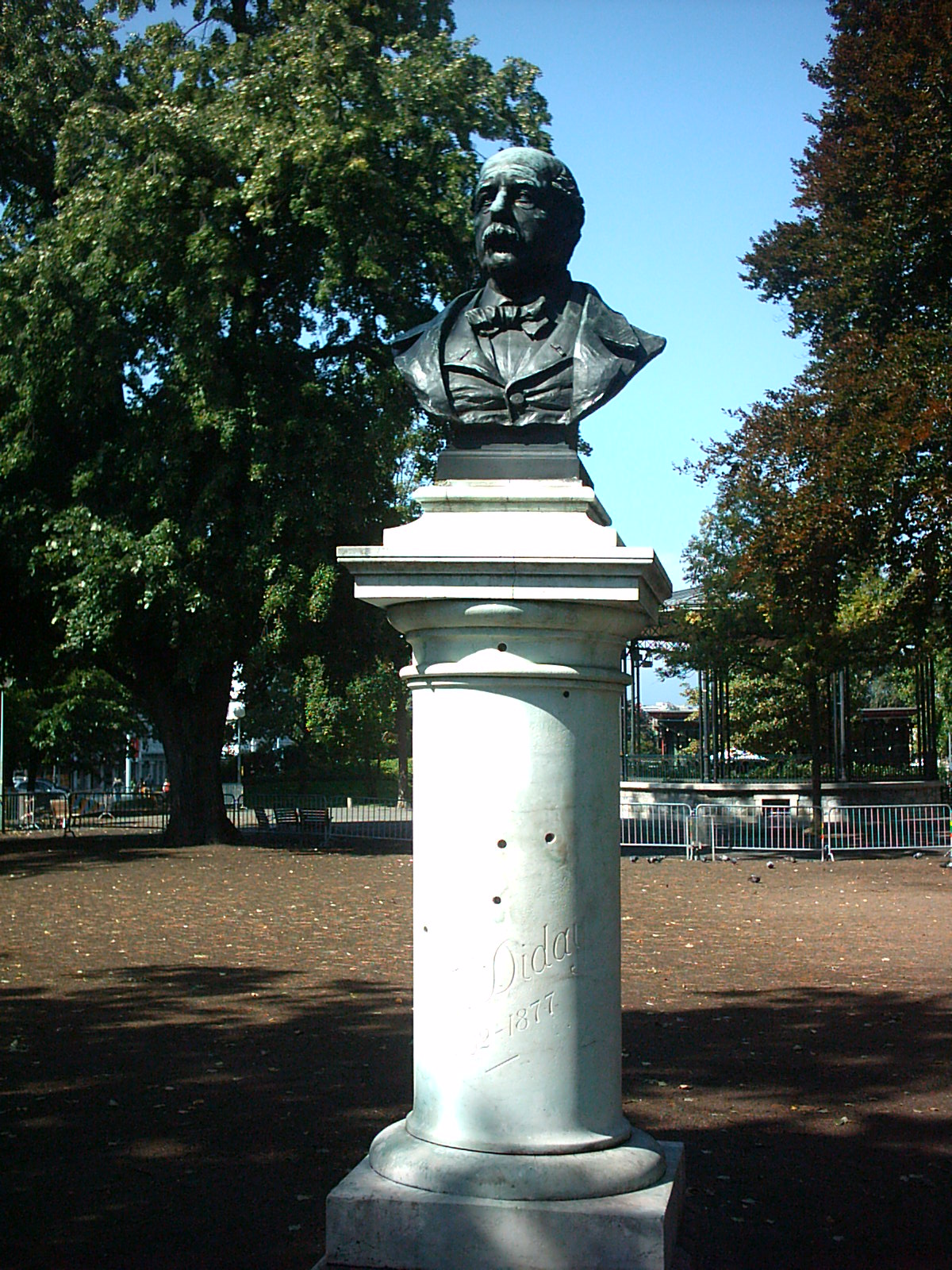
Buste de François Diday
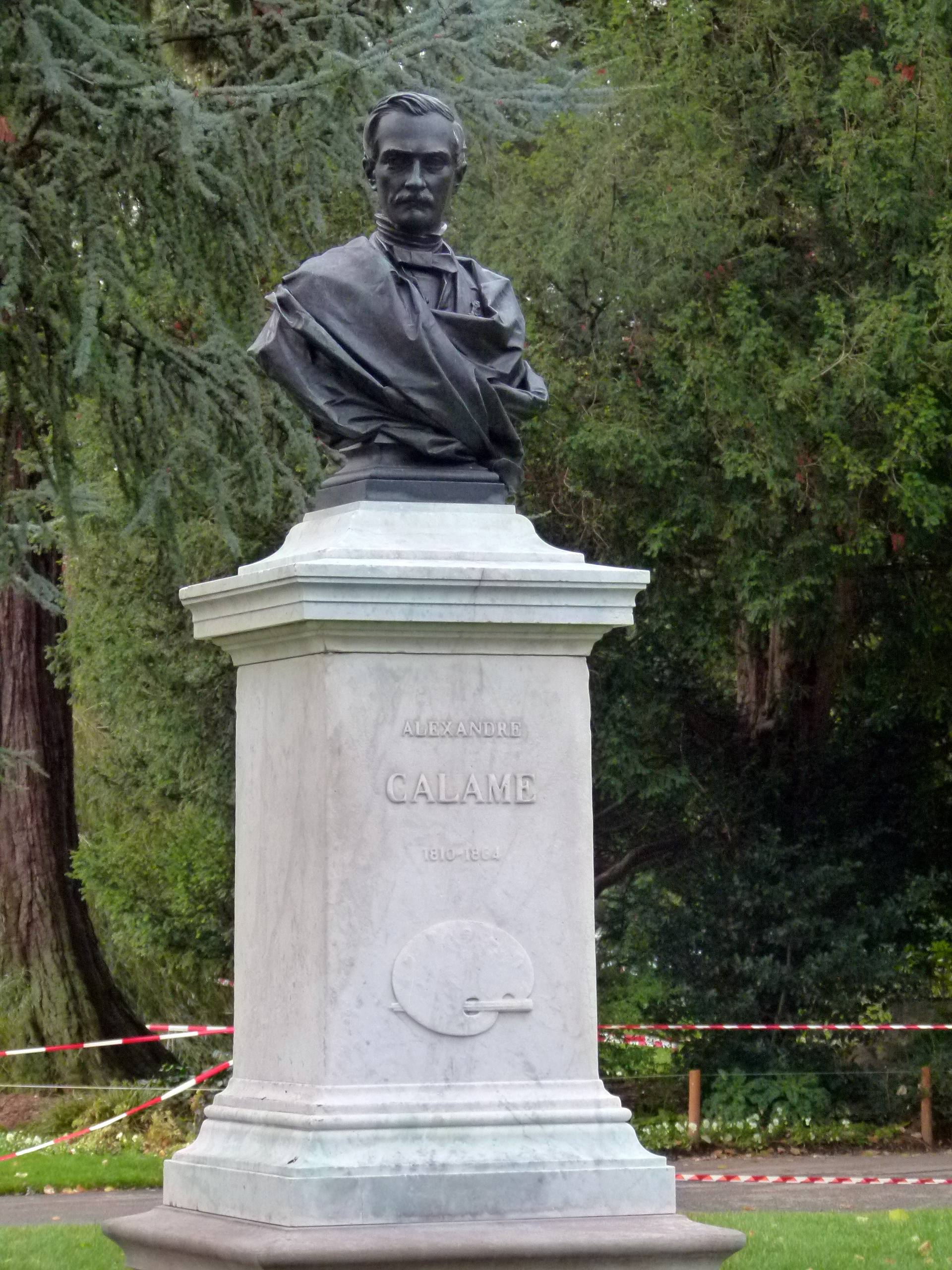
Buste de Alexandre Calame
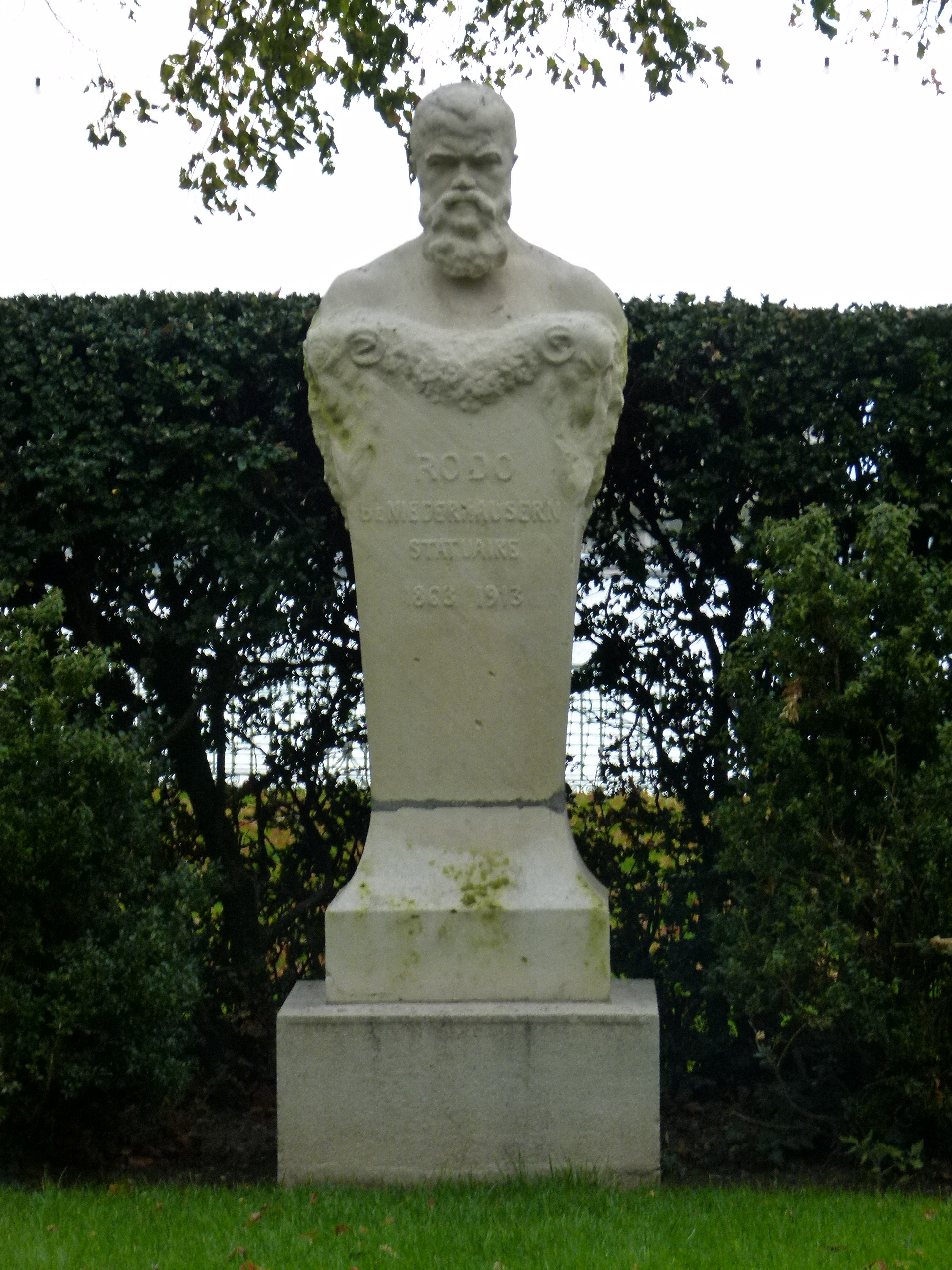
Buste de Rodo de Niederhausen